# Rayon Sports FC
Rayon Sports Football Club – rwandyjski klub piłkarski, grający obecnie w Primus League, mający siedzibę w mieście Kigali, stolicy kraju. Domowe mecze rozgrywa na stadionie Stade Amahoro, mogącym pomieścić 10 tysięcy widzów. Klub został założony w 1968 roku. W swojej historii sześciokrotnie wywalczył mistrzostwo kraju i ośmiokrotnie zdobył Puchar Rwandy.

## Sukcesy
- Primus League: 6

1975, 1981, 1997, 1998, 2002, 2004
- Puchar Rwandy: 8

1976, 1979, 1982, 1989, 1993, 1995, 1998, 2005
- CECAFA Clubs Cup: 1

1998

## Występy w afrykańskich pucharach
- Liga Mistrzów: 5 występów

1998 - 1. runda
1999 - 2. runda
2001 - runda wstępna
2003 - 1. runda
2005 - runda wstępna
- Puchar Mistrzów: 1 występ

1982 - runda wstępna
- Puchar Konfederacji: 2 występy

2006 - 1. runda
2008 - 2. runda
- Puchar CAF: 2 występy

1993 - runda wstępna
2002 - półfinał
- Puchar Zdobywców Pucharów: 4 występy

1990 - 1. runda
1994 - 2. runda
1996 - 1. runda
2000 - 2. runda